# Candiru (empresa)
Candiru és una empresa tecnològica establerta a Tel-Aviv, que ofereix sistemes de vigilància i ciberespionatge a clients governamentals.
Candiru ofereix eines de ciberespionage que es poden fer servir per infiltrar-se en ordinadors, servidors, dispositius mòbils, i sistemes d'emmatzematge al núvol. Està especialitzada en infiltrar-se en ordinadors que facin servir el sistema operatiu Windows.
Mitjans com Haaretz han descrit l'empresa com una de les empreses de ciberespionatge israelís més misteriores. No té pàgina web i requereix als seus empleats signar un acord de confidencialitat i no mencionar on treballen a portals com LinkedIn. L'empresa ha contractat un volum destacat de personal provinent de la Unitat 8200 de les Forces de Defensa d'Israel, unitat especialitzada en la captació de senyals d'intel·ligència militar i el desxifrat de codis.

## Etimologia
L'empresa rep el nom del candiru (Vandellia cirrhosa), un peix paràsit d'aigua dolça de la família dels tricomictèrids i de l'ordre dels siluriformes o peixos gat, originària de la conca amazònica on es troba als països de Bolívia, Brasil, Colòmbia, Equador, i Perú. També és conegut com a peix escuradents o peix vampir, perquè s'alimenten de la sang d'altres peixos. Té la capacitat d'envair i parasitisar la uretra humana. L'empresa fa servir una silueta del candiru al seu logotip.

## Història
Candiru va ser fundada per Eran Shorer i Yaakov Weizman el 2014, com Candiru Ltd. El seu President i major accionista és Isaac Zach, que és també un dels fundadors del NSO Grup. Als seus inicis, Candiru va rebre finançament del Founders Group, que a la vegada era co-finançat per Omri Lavie, un altre dels fundadors de NSO. Candiru és descrita com la segona empresa de ciberespionatge més gran d'Israel, després de NSO, i diversos mitjans han mencionat l'intrerès d'aquesta per fusionar-se amb NSO.
L'empresa ha canviat d'ubicació diverses vegades, tot i que ha mantingut el seu nom primigeni Candiru. També ha operat sota diverses marques o empreses subsidiàries com Grindavik Solucions, LDF Associates, Taveta, D.F. Associates, Greenwick Solucions, Tabatha i Saito Tech.
Segons informació inclosa en la denúncia d'un antic empleat, el 2015 l'empresa tenia 12 empleats, passant-ne a tenir 70 a finals de 2018 i posteriorment uns 150 empleats. Segons el demandant, durant el primer any d'existència l'empresa no va tenir cap client, però a partir de 2016 va començar a treballar per clients d'Europa, governs de l'espai de l'antiga Unió Soviètica, el Golf Pèrsic, Àsia i Llatinoamèrica, facturant 10 milions de dòlars el 2016 i 30 milions el 2017.
Segons el mateix demandant, Candiru va decidir començar desenvolupament de programari espia per a telèfons mòbils el 2017, tanmateix, la venda de programari espia específic per a telèfons va ser aturat per l'equip directiu de l'empresa a principis de 2018 S'estima que el 2019 Candiru tenia 120 empleats i generava una facturació de 30 milions de dòlars estatunidencs.
Segons un informe de desembre 2019, la capitalització borsària de l'empresa era de 90 milions de dòlars, basant-se en la venda d'un 10% de les accions Candiru venudes per l'inversor Eli Wartman a Universal Motors Israel per 9 milions. Segons un informe de CitizenLab publicat el 2021, Candiru ha dut a terme operacions de programari maliciós pels governs de l'Uzbekistan, Aràbia Saudita, Qatar, Singapur i els Emirats Àrabs Units.
Candiru té com a mínim una empresa subsidiària – Sokoto – incorporada el març de 2020. El desembre de 2020, la junta directiva de l'empresa eren Shorer, Weitzman, Zach i un representant d'Universal Motros Israel. Altres accionistes són ESOP Management i Optas Industry, Ltd.